# Purdah
Purdah vagy Pardaa (perzsa:  پرده, urdu: پردہ, hindi: पर्दा, magyarul függöny) a nők fizikai elkülönítésének, illetve testük befedésének követelménye vagy szokása bizonyos iszlám  vallású területeken, illetve India egyes hinduk lakta vidékein. A szónak átvitt értelme is kialakult, kötelező kommunikációs szünetet jelent a központi bankok nyelvében.

## Jellemzői
A purdah különböző formákban, szabályokkal, ruhaviseletekkel létezik az eltérő kultúrákban. Egy épületen belül a fizikai szegregációt falakkal, függönyökkel, paravánokkal oldhatják meg. A felhasznált ruha lehet csador (burka), amelyhez arcot takaró fátyol (jasmak) is tartozhat. 
A purdahot szigorúan betartatták a tálib uralom alatti Afganisztánban, ahol a nőknek teljesen el kellett takarniuk testüket amikor nyilvánosan megjelentek, és purdah nélkül csak a közeli családtagok és nők láthatták őket. Más társadalmakban a purdah gyakran csak bizonyos vallási tekintetben kiemelt periódusokban kötelező.
Némelyik arab országban, például Szaúd-Arábiában a purdah inkább a kultúrához, mint a valláshoz tartozik. Még az Egyesült Arab Emírségekben is, ahol a nők szoknyát és egyéb „modern” ruhadarabokat is viselnek, az arab nők gyakran öltöznek a purdahhoz. Az arabok a hidzsáb szót használják azokra a női testet takaró ruhákra, amelyeket morális megfontolásokból viselnek, a purdah szó azonban nem feltétlenül kötődik az iszlámhoz.

## Külső hivatkozások
Angol nyelven:
- King's College Women's history
- Description of purdah practices in 20th century India by C.M. Naim, Professor Emeritus of Urdu and South Asian Languages and Civilizations at the University of Chicago